# One Way or Another (Teenage Kicks)
One Way Or Another (Teenage Kicks) is een nummer en single van de Britse boyband One Direction uit 2013. Het nummer is een mash-up van Blondies single One way or another uit 1979 en The Undertones' single Teenage kicks uit 1978. Het nummer werd op 17 februari 2013 uitgebracht als muziekdownload. De opbrengst van de single is geheel voor de Comic Relief inzamelingsactie. In de videoclip is een bescheiden rol weggelegd voor de Britse premier David Cameron.

## Hitnoteringen
| Hitlijst               | Datum van binnenkomst | Hoogste positie | Aantal weken | Laatste notering |
| ---------------------- | --------------------- | --------------- | ------------ | ---------------- |
| Single Top 100         | 23-02-2013            | 1               | 23           | 27-07-2013       |
| Nederlandse Top 40     | 02-03-2013            | 8               | 16           | 15-06-2013       |
| Vlaamse Ultratop 50    | 23-02-2013            | 5               | 22           | 20-07-2013       |
| Waalse Ultratop 50     | 23-02-2013            | 12              | 21           | 13-07-2013       |
| Australische Top 50    | 03-03-2013            | 3               | 11           | 12-05-2013       |
| Canadian Hot 100       | 02-03-2013            | 9               | 8            | 20-04-2013       |
| Deense Top 40          | 22-02-2013            | 1               | 9            | 17-05-2013       |
| Duitse Top 100         | 08-03-2013            | 22              | 10           | 10-05-2013       |
| Franse Top 200         | 23-02-2013            | 17              | 15           | 08-06-2013       |
| Ierse Top 100          | 21-02-2013            | 1               | 22           | 25/07/2013       |
| Nieuw-Zeelandse Top 40 | 25-02-2013            | 3               | 9            | 22-04-2013       |
| Noorse Top 20          | 19-02-2013            | 12              | 3            | 05-03-2013       |
| Oostenrijkse Top 75    | 01-03-2013            | 12              | 11           | 31-05-2013       |
| Spaanse Top 50         | 17-02-2013            | 4               | 15           | 09-06-2013       |
| UK Singles Chart       | 02-03-2013            | 1               | 15           | 02-06-2013       |
| Billboard Hot 100      | 02-03-2013            | 13              | 8            | 20-04-2013       |
| Zweedse Top 60         | 01-03-2013            | 28              | 10           | 24-05-2013       |
| Zwitserse Top 75       | 03-03-2013            | 7               | 10           | 12-05-2013       |

### Nederlandse Top 40
| Hitnotering: 02-03-2013 t/m 15-06-2013 | Hitnotering: 02-03-2013 t/m 15-06-2013 | Hitnotering: 02-03-2013 t/m 15-06-2013 | Hitnotering: 02-03-2013 t/m 15-06-2013 | Hitnotering: 02-03-2013 t/m 15-06-2013 | Hitnotering: 02-03-2013 t/m 15-06-2013 | Hitnotering: 02-03-2013 t/m 15-06-2013 | Hitnotering: 02-03-2013 t/m 15-06-2013 | Hitnotering: 02-03-2013 t/m 15-06-2013 | Hitnotering: 02-03-2013 t/m 15-06-2013 | Hitnotering: 02-03-2013 t/m 15-06-2013 | Hitnotering: 02-03-2013 t/m 15-06-2013 | Hitnotering: 02-03-2013 t/m 15-06-2013 | Hitnotering: 02-03-2013 t/m 15-06-2013 | Hitnotering: 02-03-2013 t/m 15-06-2013 | Hitnotering: 02-03-2013 t/m 15-06-2013 | Hitnotering: 02-03-2013 t/m 15-06-2013 | Hitnotering: 02-03-2013 t/m 15-06-2013 |
| Week:                                  | 1                                      | 2                                      | 3                                      | 4                                      | 5                                      | 6                                      | 7                                      | 8                                      | 9                                      | 10                                     | 11                                     | 12                                     | 13                                     | 14                                     | 15                                     | 16                                     |                                        |
| -------------------------------------- | -------------------------------------- | -------------------------------------- | -------------------------------------- | -------------------------------------- | -------------------------------------- | -------------------------------------- | -------------------------------------- | -------------------------------------- | -------------------------------------- | -------------------------------------- | -------------------------------------- | -------------------------------------- | -------------------------------------- | -------------------------------------- | -------------------------------------- | -------------------------------------- | -------------------------------------- |
| Positie:                               | 17                                     | 8                                      | 8                                      | 14                                     | 15                                     | 16                                     | 17                                     | 18                                     | 21                                     | 23                                     | 23                                     | 21                                     | 24                                     | 27                                     | 29                                     | 36                                     | uit                                    |

### NederlandseSingle Top 100
| Hitnotering: 23-02-2013 t/m 27-07-2013 | Hitnotering: 23-02-2013 t/m 27-07-2013 | Hitnotering: 23-02-2013 t/m 27-07-2013 | Hitnotering: 23-02-2013 t/m 27-07-2013 | Hitnotering: 23-02-2013 t/m 27-07-2013 | Hitnotering: 23-02-2013 t/m 27-07-2013 | Hitnotering: 23-02-2013 t/m 27-07-2013 | Hitnotering: 23-02-2013 t/m 27-07-2013 | Hitnotering: 23-02-2013 t/m 27-07-2013 | Hitnotering: 23-02-2013 t/m 27-07-2013 | Hitnotering: 23-02-2013 t/m 27-07-2013 | Hitnotering: 23-02-2013 t/m 27-07-2013 | Hitnotering: 23-02-2013 t/m 27-07-2013 | Hitnotering: 23-02-2013 t/m 27-07-2013 | Hitnotering: 23-02-2013 t/m 27-07-2013 | Hitnotering: 23-02-2013 t/m 27-07-2013 | Hitnotering: 23-02-2013 t/m 27-07-2013 | Hitnotering: 23-02-2013 t/m 27-07-2013 | Hitnotering: 23-02-2013 t/m 27-07-2013 | Hitnotering: 23-02-2013 t/m 27-07-2013 | Hitnotering: 23-02-2013 t/m 27-07-2013 |
| Week:                                  | 1                                      | 2                                      | 3                                      | 4                                      | 5                                      | 6                                      | 7                                      | 8                                      | 9                                      | 10                                     | 11                                     | 12                                     | 13                                     | 14                                     | 15                                     | 16                                     | 17                                     | 18                                     | 19                                     | 20                                     |
| -------------------------------------- | -------------------------------------- | -------------------------------------- | -------------------------------------- | -------------------------------------- | -------------------------------------- | -------------------------------------- | -------------------------------------- | -------------------------------------- | -------------------------------------- | -------------------------------------- | -------------------------------------- | -------------------------------------- | -------------------------------------- | -------------------------------------- | -------------------------------------- | -------------------------------------- | -------------------------------------- | -------------------------------------- | -------------------------------------- | -------------------------------------- |
| Positie:                               | 1                                      | 7                                      | 13                                     | 17                                     | 16                                     | 21                                     | 21                                     | 30                                     | 28                                     | 33                                     | 33                                     | 36                                     | 53                                     | 47                                     | 52                                     | 63                                     | 58                                     | 63                                     | 71                                     | 68                                     |
| Week:                                  | 21                                     | 22                                     | 23                                     |                                        |                                        |                                        |                                        |                                        |                                        |                                        |                                        |                                        |                                        |                                        |                                        |                                        |                                        |                                        |                                        |                                        |
| Positie:                               | 85                                     | 79                                     | 90                                     | uit                                    |                                        |                                        |                                        |                                        |                                        |                                        |                                        |                                        |                                        |                                        |                                        |                                        |                                        |                                        |                                        |                                        |

### VlaamseUltratop 50
| Hitnotering: 23-02-2013 t/m 20-07-2013 | Hitnotering: 23-02-2013 t/m 20-07-2013 | Hitnotering: 23-02-2013 t/m 20-07-2013 | Hitnotering: 23-02-2013 t/m 20-07-2013 | Hitnotering: 23-02-2013 t/m 20-07-2013 | Hitnotering: 23-02-2013 t/m 20-07-2013 | Hitnotering: 23-02-2013 t/m 20-07-2013 | Hitnotering: 23-02-2013 t/m 20-07-2013 | Hitnotering: 23-02-2013 t/m 20-07-2013 | Hitnotering: 23-02-2013 t/m 20-07-2013 | Hitnotering: 23-02-2013 t/m 20-07-2013 | Hitnotering: 23-02-2013 t/m 20-07-2013 | Hitnotering: 23-02-2013 t/m 20-07-2013 | Hitnotering: 23-02-2013 t/m 20-07-2013 | Hitnotering: 23-02-2013 t/m 20-07-2013 | Hitnotering: 23-02-2013 t/m 20-07-2013 | Hitnotering: 23-02-2013 t/m 20-07-2013 | Hitnotering: 23-02-2013 t/m 20-07-2013 | Hitnotering: 23-02-2013 t/m 20-07-2013 | Hitnotering: 23-02-2013 t/m 20-07-2013 | Hitnotering: 23-02-2013 t/m 20-07-2013 |
| Week:                                  | 1                                      | 2                                      | 3                                      | 4                                      | 5                                      | 6                                      | 7                                      | 8                                      | 9                                      | 10                                     | 11                                     | 12                                     | 13                                     | 14                                     | 15                                     | 16                                     | 17                                     | 18                                     | 19                                     | 20                                     |
| -------------------------------------- | -------------------------------------- | -------------------------------------- | -------------------------------------- | -------------------------------------- | -------------------------------------- | -------------------------------------- | -------------------------------------- | -------------------------------------- | -------------------------------------- | -------------------------------------- | -------------------------------------- | -------------------------------------- | -------------------------------------- | -------------------------------------- | -------------------------------------- | -------------------------------------- | -------------------------------------- | -------------------------------------- | -------------------------------------- | -------------------------------------- |
| Positie:                               | 20                                     | 12                                     | 14                                     | 13                                     | 5                                      | 5                                      | 7                                      | 7                                      | 8                                      | 12                                     | 18                                     | 13                                     | 13                                     | 17                                     | 19                                     | 26                                     | 28                                     | 33                                     | 36                                     | 39                                     |
| Week:                                  | 21                                     | 22                                     |                                        |                                        |                                        |                                        |                                        |                                        |                                        |                                        |                                        |                                        |                                        |                                        |                                        |                                        |                                        |                                        |                                        |                                        |
| Positie:                               | 40                                     | 49                                     | uit                                    |                                        |                                        |                                        |                                        |                                        |                                        |                                        |                                        |                                        |                                        |                                        |                                        |                                        |                                        |                                        |                                        |                                        |

### NPO Radio 2 Top 2000
| Nummer met noteringen in de NPO Radio 2 Top 2000 | '21  | '22  | '23  | '24  |
| ------------------------------------------------ | ---- | ---- | ---- | ---- |
| One Way or Another (Teenage Kicks)               | 1954 | 1773 | 1627 | 1107 |

1. ↑  Een vetgedrukt getal geeft de hoogste notering aan.
2. ↑  2021 was het eerste jaar met een notering voor dit nummer.